# Eleuterio Lovreglio
Eleuterio Lovreglio (ook: Eleuthère) (Napels, 22 februari 1900 – Nice, 8 juni 1972) was een Italiaans componist, dirigent, musicoloog en violist. Hij is een kleinzoon van de componist en fluitist Donato Lovreglio.

## Levensloop
Lovreglio groeide in een muzikaal gezin op. Al vroeg studeerde hij aan het Conservatorio di San Pietro a Majella di Napoli in zijn geboortestad en behaalde op 15-jarige leeftijd zijn diploma voor instrumentatie van banda's (harmonieorkesten). In 1916 behaalde hij het diploma in compositie aan dezelfde institutie. Vanaf 1917 was hij violist in het orkest van het Teatro alla Scala in Milaan, toen onder leiding van de beroemde dirigent Arturo Toscanini. In 1919 emigreerde hij naar Frankrijk en verbleef eerst in Parijs en vertrok later naar Nice. In 1933-1934 was hij twee jaar op een studiereis in de Volksrepubliek China, toen nog China geheten. Naar zijn terugkomst was hij bezig als violist, dirigent en musicoloog, maar vooral als componist. 
Als dirigent was hij verbonden aan het operaorkest in Nice.
Hij schreef 2 opera's, 3 balletten, toneelmuziek, 2 missen, symfonische en kamermuziek.

## Trivia
In de plaats Celano is het een studiecentrum naar hem vernoemd, het Centro Europeo di Studi Musicali "Eleuterio Lovreglio". 

## Composities

### Werken voor orkest
- 1921 Serenatella, voor strijkorkest
- 1923 Envolée matinale, intermezzo voor viool solo en strijkorkest
- 1938 Concert, voor saxofoonkwartet en orkest
- Suite uit het ballet "King-sse", voor orkest
- Suite ibérienne

### Werken voor harmonieorkest
- 1932 Suite Ancienne, voor dwarsfluit en harmonieorkest
- 1933 Cancion y Movimiento de baile
- 1936 Rhapsodie bretonne
- 1937 Symphonie Européenne, voor gemengd koor en harmonieorkest
- Preludio e Andante

### Missen en andere kerkmuziek
- 1949 Messe chinoise, voor mannenkoor (TTBB) (of vrouwenkoor)

### Muziektheater

#### Balletten
| Voltooid in | titel    | aktes       | première            | libretto | choreografie |
| ----------- | -------- | ----------- | ------------------- | -------- | ------------ |
|             | King-sse | 3 taferelen | Nice, Opéra de Nice |          |              |

### Vocale muziek

#### Liederen
- Fleur Fanée, romance voor zangstem en piano - tekst: M. T. Mayer

### Kamermuziek
- 1935 Andante, voor saxofoonkwartet
- 1962 Humoresque, voor altsaxofoon en piano
- 1970 Evocation, voor 3 trombones, tuba en 4 pauken
- 1971 Arioso, voor viool en orgel (of harmonium)
- Appel du Matin, pastorale voor hobo en viool
- Jacareros, voor saxofoonkwartet
- Menuet-Sarabande, voor altviool en piano
- Quatuor, voor saxofoonkwartet
  1. Champêtre-Symphonique
  2. Idyllique
  3. Mouvement de danse
  4. Solitude et charme des Prairies
- Variations sur un thème breton, voor saxofoonkwartet

### Werken voor orgel
- 1970 Ricercare
- 1970 Toccata

### Werken voor piano
- 1922 Le pelerin
- 1925 Valse-Impromptu
- 1946 Dessins Animés
  1. Les Cloches s'éveillen - Morceau d'effet
  2. Le Défilé des petits canards - Morceau héroïque
  3. Réveille-matin: "Ah! qu'il fait bon dormir tout de même"
- 1958 3ème nocturne
- 1959 C'était un Dimanche - C'était un Jeudi, 2 kleine stukken
- 3 Études-Impromptu
- Appel du Matin
- Mouvement de sonate

### Werken voor gitaar
- Azulejos[2]

## Publicaties
- La musique chinoise, Bruxelles, 1957.
- La musique chinoise. 1, in: Musica. n° 40, juillet 1957
- La musique chinoise. 3, in: Musica. n° 42, septembre 1957